# Battaglia di Coatit
La battaglia di Coatit fu combattuta il 13 e il 14 gennaio 1895 tra le truppe coloniali italiane del generale Oreste Baratieri, comandante della Colonia eritrea, e i guerrieri del ras Mangascià, ras della regione di Tigrè; la battaglia si concluse con una netta vittoria italiana, che consentì (assieme alla successiva battaglia di Senafé) il consolidamento della colonia eritrea e aprì la strada alla temporanea occupazione del Tigré in Etiopia.

## Antefatto
A seguito dei contrasti sull'interpretazione da dare ad alcune clausole del trattato di Uccialli, firmato nel maggio del 1889, la tensione tra il Regno d'Italia e l'Impero etiope del Negus Menelik II era andata aumentando. Nel tentativo di destabilizzare Menelik, il governo italiano avviò contatti con il suo principale avversario, ras Mangascià, sovrano della regione di Tigrè e aspirante al trono dell'Impero etiope. I contatti con Mangascià arrivarono a un buon punto, ma in seguito il governo italiano decise di rinnegare tale politica e di tentare di giungere a un nuovo accordo con il negus. Scottato per questo voltafaccia, Mangascià iniziò a fornire un limitato appoggio a una rivolta anti-italiana scoppiata nella regione eritrea dell'Acchelè-Guzai nel dicembre del 1894.
Soffocata rapidamente la rivolta, Baratieri ricevette ordine da Roma di occupare il Tigrè: in questo modo, il governo italiano sperava di acquisire una posizione di forza da cui trattare con il negus. Il 27 dicembre 1894 Baratieri entrò nel Tigrè, occupando la città di Adua il giorno seguente. Mangascià, a cui si era unito anche il degiac Agos Tafarì, preferì evitare il confronto diretto, e mosse verso l'Eritrea con i suoi 15 000 guerrieri. Baratieri lasciò Adua ai primi di gennaio e ritornò sui suoi passi, per poi marciare incontro alle truppe di Mangascià, che raggiunse il 12 gennaio nella valle di Coatit.

## Battaglia
La battaglia iniziò il 13 gennaio; Baratieri poteva disporre di un contingente composto dal II, III e IV Battaglione indigeni (comandati rispettivamente dai maggiori Hidalgo, Galliano e Toselli), una batteria di artiglieria (al comando del maggiore Ciccodicola), un plotone di cavalleria e alcune bande di irregolari, per un totale di 3 903 uomini, di cui 65 ufficiali e 42 uomini di truppa italiani, e 3 796 àscari indigeni. Le truppe italiane presero posizione su una linea di basse colline, e furono caricate dalle truppe di Mangascià; la battaglia infuriò, con intensità variabile, per tutto il giorno. Nonostante le perdite, gli italiani mantennero le posizioni e respinsero anche un tentativo di aggiramento dei guerrieri tigrini. Il giorno successivo la battaglia riprese, anche se con intensità molto più ridotta, finendo per ridursi ad alcune schermaglie. Baratieri si preparò a lanciare un attacco contro il campo di Mangascià per la mattina del 15, ma questi decise di lasciare Coatit la notte prima e di ripiegare nell'interno.
Le truppe italiane si lanciarono all'inseguimento dell'esercito tigrino, riuscendo a raggiungerlo la sera del 15 mentre si stava accampando nella conca di Senafè; gli italiani schierarono rapidamente la batteria di Ciccodicola su un colle vicino, da cui aprirono un violento bombardamento sul campo nemico. Le truppe tigrine vennero gettate nello scompiglio, e lo stesso Mangascià si diede alla fuga dopo che un proiettile ebbe perforato la sua tenda.
La battaglia era costata 3 ufficiali morti, 2 morti di truppe italiane, 90 indigeni morti e 227 feriti, nonché mezzo milione di lire di spesa. Il nemico aveva avuto circa 1 500 morti e almeno 3 000 feriti.

## Conseguenze
Baratieri fu promosso al grado di Tenente Generale per merito di guerra: il re volle personalmente partecipargli la promozione con il seguente telegramma:
«Sono lieto di annunziarLe la sua nomina a Tenente Generale.
Questa eccezionale promozione onora lei e la truppa da lei comandata, perché con essa volli attestarle la riconoscenza mia e della Nazione per la gloria recata alla Patria ed all'Esercito italiano dalle recenti vittorie in Africa.
Me ne felicito con lei, che con tanto senno e valore compie l'opera di civiltà che le fu affidata, e le confermo la mia cordiale affezione.»
La battaglia distrusse le forze di Mangascià, che non fu più in grado di rimettere insieme il suo esercito; entro l'aprile del 1895, le truppe di Baratieri completarono l'occupazione del Tigrè, anche se questa azione avrebbe avuto ripercussioni sugli eventi successivi: l'occupazione della regione spinse infatti Menelik a muovere guerra agli italiani, dando così origine alla guerra di Abissinia.

## Ordine di battaglia italiano
- Corpo d'operazione - ten. gen. Oreste Baratieri
  - II Battaglione indigeni - magg. Stefano Hidalgo
  - III Battaglione indigeni - magg. Giuseppe Galliano
  - IV Battaglione indigenie - magg. Pietro Toselli
  - 3ª Compagnia milizia mobile
  - un plotone/2º Squadrone cavalleria eritre "Cheren"
  - 1ª Batteria artiglieria da montagna indigeni su 7 BR Ret. Mont. - magg. Federico Ciccodicola
  - Banda irregolare "Okulè Kusai" - tenente Giovanni Sanguineti
  - Banda irregolare "Seraè"[7]